# Mao-chan
Rikujō Bōeitai Mao-chan (japanska: 陸上防衛隊まおちゃん, 'Markförsvarsstyrkornas Mao-chan'?) är en japansk animerad TV-serie från 2002. De 26 12-minuters avsnitten animerades på studion Xebec, med regi av Yoshiaki Iwasaki och originalmanus av Yōsuke Kuroda efter ett koncept av Ken Akamatsu. 2003–2004 tecknade Akamatsu även en mangaversion av det hela.

## Koncept
TV-serien kretsar kring de tre åttaåriga skolflickorna Mao, Misora och Sylvia och deras försök att försvara Japan (och i förlängningen hela planeten) mot invaderande utomjordingar. Japans försvar utsätts för hårda prövningar eftersom alla utomjordingarna är så söta. Och eftersom kampen mot inkräktarna TV-sänds, måste de som försvarar Japan också vara söta; annars kunde det bli kravaller hos allmänheten som inte vill se söta varelser bli "mobbade". Sålunda utser Japans tre militära toppchefer sina sondöttrar till att ta hand om försvaret. De tre flickorna råkar vara lika gamla och går dessutom i samma klass.
De söta utomjordingarna är till en början både söta och små, bland annat som kaniner eller fladdermöss. Senare framträder utomjordingarna oftare som söta men stora. I avsnitt 10 dyker ett sött men jättelikt lamm upp, och det marscherar gatorna fram likt en gång Godzilla. Till skillnad från Godzilla stannar dock lammet för trafiksignaler.
Utomjordingarna är i större delen av serien ute efter att röva bort Japans berömda monument och natur-/kulturskatter, under ledordet (i den engelska textningen) "Japan Collection". I avsnitt 10 inleds "samlande" på japanska värdesaker, och i det avsnittet rövas ett Shinkansen-lok plus en vagn bort. Senare beslag gäller Tokyo Dome, Budokan, en varm källa (själva vattnet), ett berömt tempel, den ikoniska Big Sight (centralbyggnad i Tōkyō International Exhibition Center) samt Akashi Kaikyo-bron.

## Rollfigurer (urval)

### Tre huvudfigurer
- Mao Onigawara (鬼瓦まお; japansk röst: Kimiko Koyama)

Mao är flickan med rosa hår som försvarar Japans yta med hjälp av sin egen mecha (en stridsvagn i plats). Hon är av sin ÖB till far utsedd att representera Japans markförsvarsstyrkor men är en mycket långsam löpare. Mao kompenserar dock detta genom en 100-procentig hängivenhet stridsvilja. Hon har ingen mor och hennes far är fullt upptagen med sitt arbete som hemlig agent för Japans självförsvarsstyrkor. Mao älskar morötter och har en magisk grön tryckknapp på västen.
- Misora Tsukishima (築島みそら; röst: Yūya Yoshikawa)

Misora har lila hår och försvarar Japan från luften med hjälp av sin egen mecha (ett VTOL-flygplan som kallas 'Hayate'). Hennes mor är en diplomat och är därför aldrig hemma. Hon lever därför med sin farfar. Hennes västknapp är blå. Hennes magiska dräkt inkluderar ett par vita vingar som gör att hon kan flyga. Hon är ganska mogen till sättet och kommer hela tiden på idéer som någon annan får lov att utföra.
- Silvia Maruyama (丸山シルヴィア; röst: Yui Horie)

Silvia, med smeknamnet "Sylvie", försvarar Japan från havet, med hjälp av sin egen mecha (en ubåt vid namn 'Nā-chan'). Trots att hon genom sin farfar (Japans högste sjöstridschef) fått i uppdrag att försvara landet till sjöss kan hon inte simma. Hon älskar klementiner, och hennes västknapp är grå. Silvia har blandad rysk och japansk härstamning, agerar ofta nonchalant och förstår inte allting. Hon talar i Osaka-dialekt och använder i sitt tal -yan istället för -chan som smeknamnstillägg.

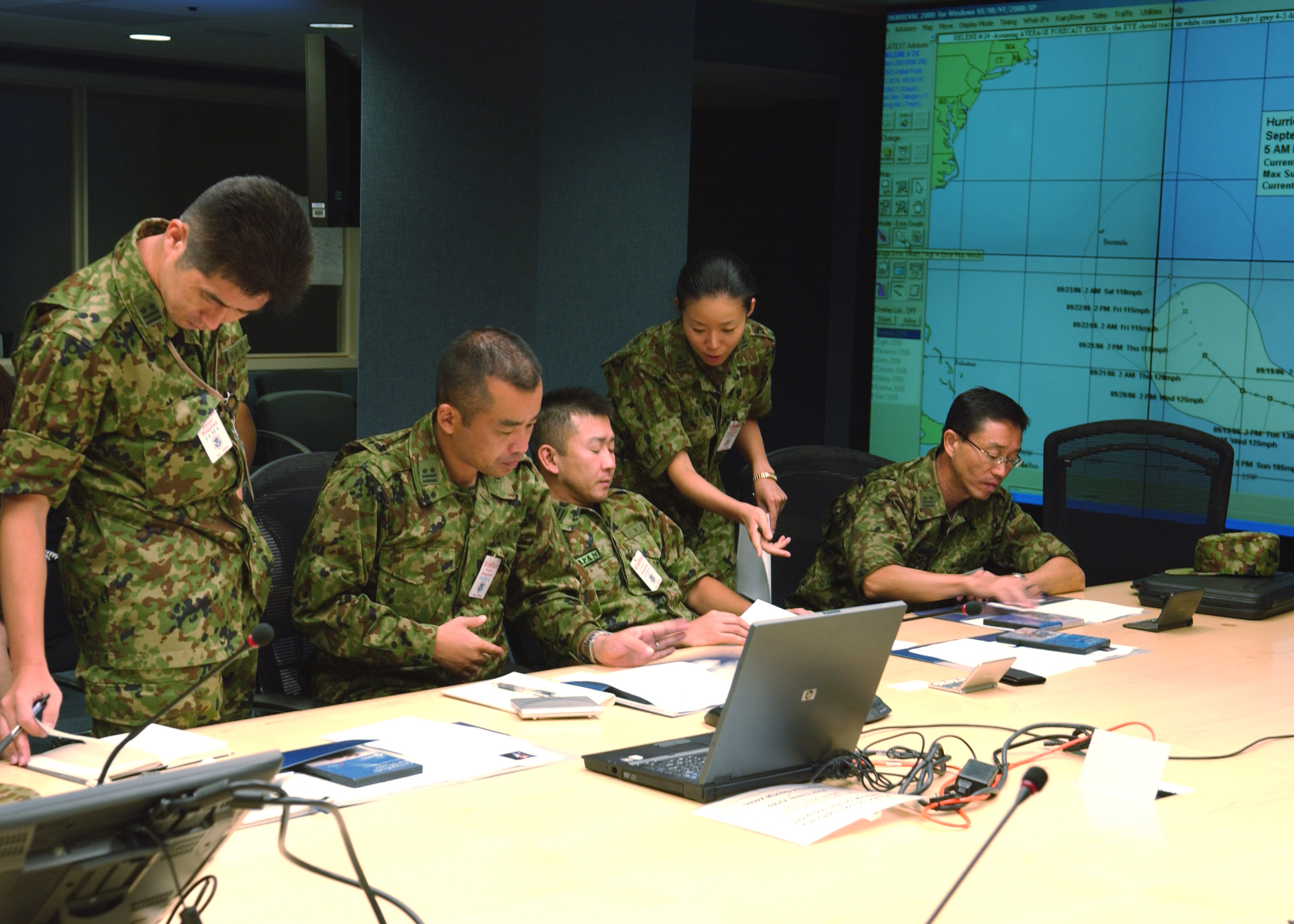
Personal från Japans självförsvarsstyrkor på besök i USA 2006. I den parodiska animeserien Mao-chan har de tre "vapengrenarna" tydliga samarbetssvårigheter.

### Övriga människor

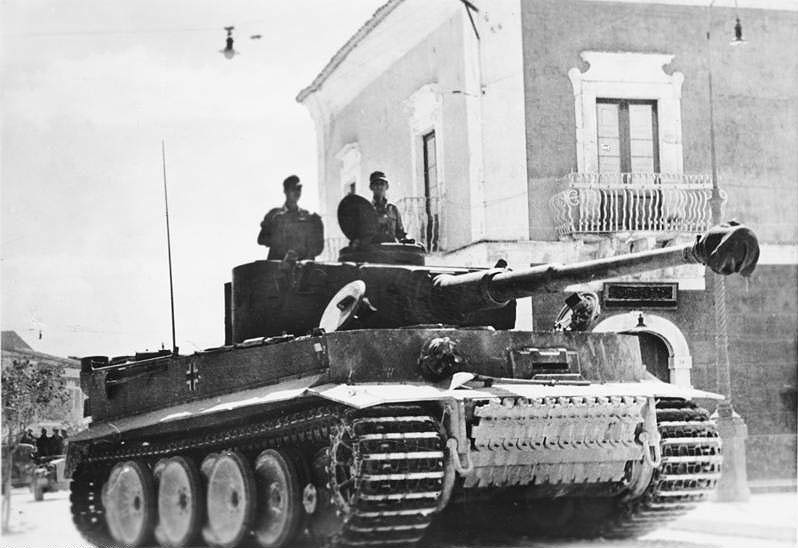
Mao-chan får hjälp av sin egen leksaksstridsvagn, en kopia i skala 1:1 av en Tiger I.

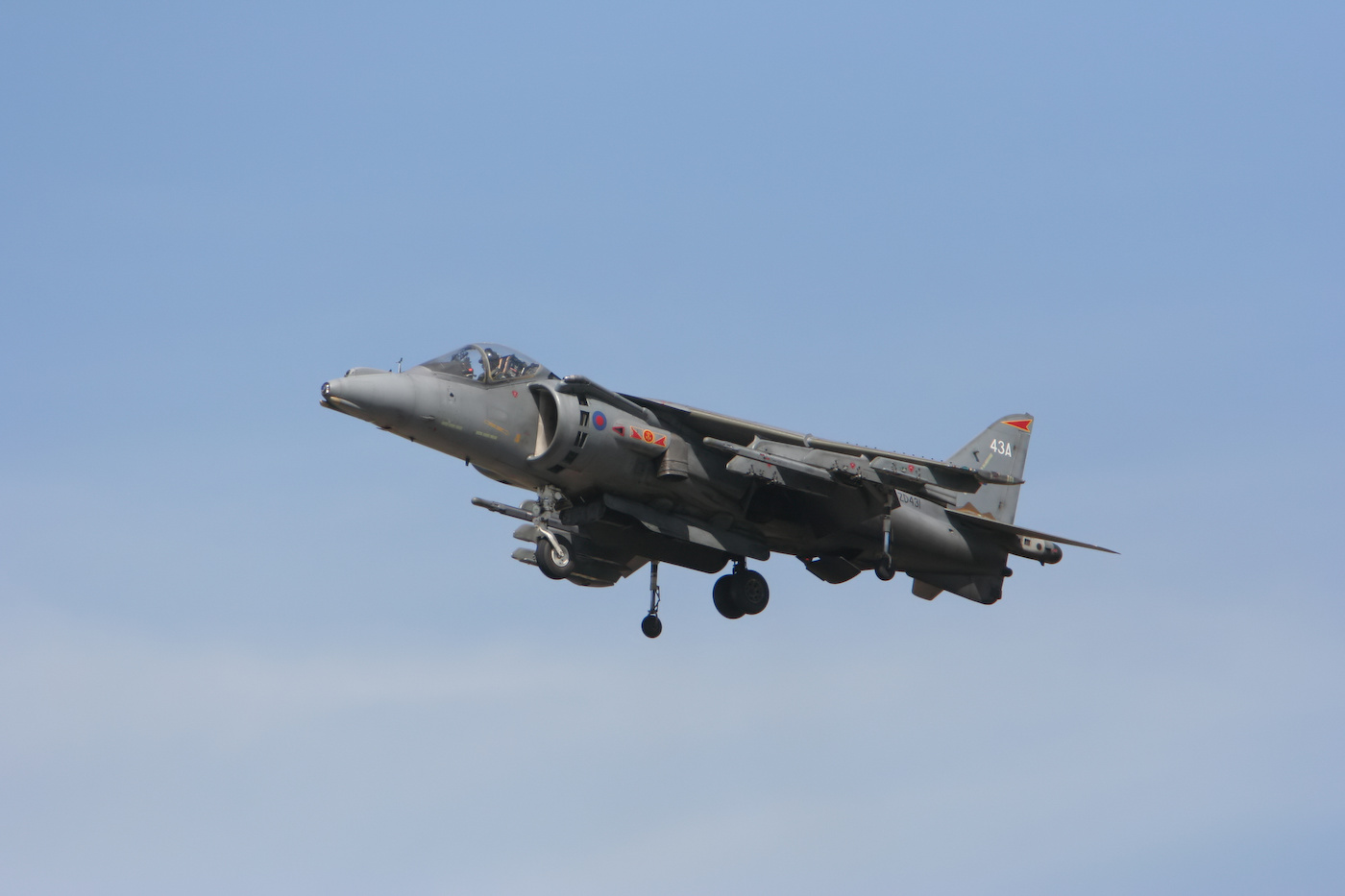
Misora har ett leksaksflygplan i plast, en kopia i skala 1:1 av en Harrier Jump Jet.

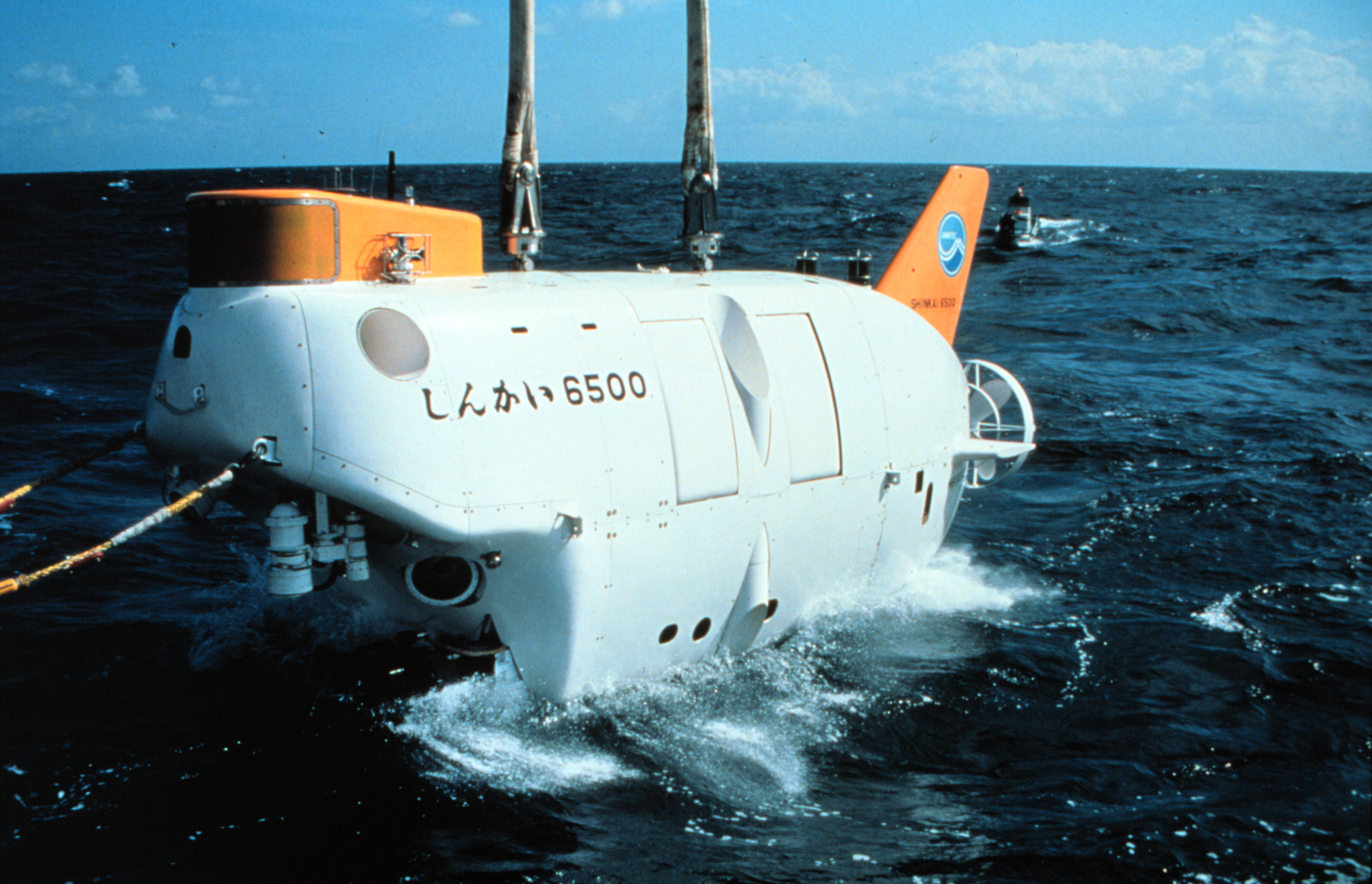
Silvia bor i en djupvattensubåt, en kopia i skala 1:1 av en japansk Shinkai 6500.

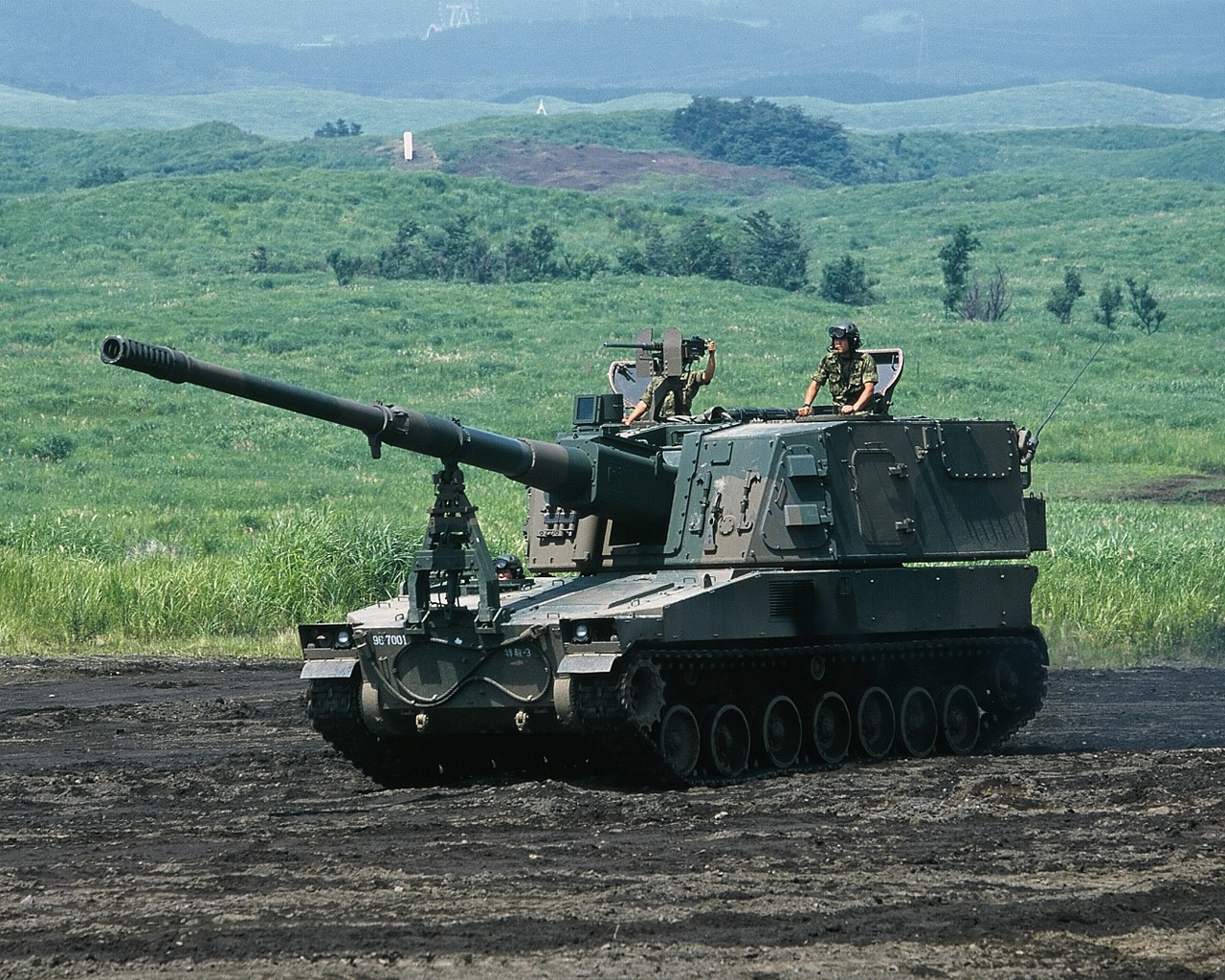
Kagomes ofärdiga stödjemecha har drag gemensamma med pansarhaubitsen Typ 99 (155 mm).

- Kagome Mishima (三島かごめ; Miki Nagasawa)

Kvinnlig överste i självförsvarsstyrkorna med en intelligenskvot på 250. Hon har fått i uppdrag att agera klassföreståndare i Mao-chans klass. Samtidigt är hon upp över öronen förälskad i Mao-chans farfar tillika ÖB. Eftersom hon jobbar dubbelt som lärare och stridsledningsofficer är hon ofta trött och syns ofta vi katedern i sovande skick. Hon är utseendemässigt nästan identisk (minus en hårtest) med Naru Narusegawa från Love Hina.
- Yuriko Ōzora (宙ゆり子; Yukiko Minnaka)

Yuriko, även känd som Yuriko-senpai, är elevrådsordförande på sin gymnasieskola. Hon är i verkligheten halvt utomjording (pappa var människa, mamma var utomjording), vilket gett som resultat ett par kattöron som dyker fram när hon är nervös eller uppjagad. Genom sin rymdkoppling försöker hon stödja de söta utomjordingarnas sak. Hon verkar ha ett mindervärdeskomplex, vilket ofta sätter käppar i hjulet för henne. Yuriko verkar också (hemligen) sympatisera med Mao-chan och hennes vänner.
- Chinami Noki (宇ちなみ; Ai Iurai)

Chinami är vice elevrådsordförande (i animen); trots detta syns hon ofta ge order till eller racka ner på Yuriko. Chinami ska även hon vara halvt utomjording, men hennes kattöron syns trots det mycket sällan.
- Rikushiro Onigawara (鬼瓦陸士郎; Akio Nojima)

Rikusho är Maos farfar, och han gav henne hennes gröna klöverformade magiska brosch/tryckknapp som en present på hennes åttaårsdag. Han är också överbefälhavare för Japans markförsvarsstyrkor. Rikushiro är en ömsint och svartsjukt beskyddande farförälder; han såg till att bygga en (obestyckad) stridsvagn till henne, eftersom han menade att hon bara förtjänade riktigt bra leksaker. Däremot insisterar han på att Mao kallar honom för Stabschef istället för farfar. Hans namn är en ordlek på ord som betyder "landets krigare".
- Sorajiro Tsukishima (築島空次郎; Kiyonobu Suzuki)

Sorajiro är Misoras farfar och tillika chef över Japans flygförsvarsstyrkor. Hans dotter (Misoras mor) är aldrig hemma, så Misora bor med Sorajiro. Han syns alltid värandes omkring med en liten uppstoppad dockvariant av kapten Juzo Okita från animeserien Uchū senkan Yamato. Rikushiro och Sorajiro har varit rivaler sedan skoltiden. Sorajiro lät rekrytera sin sondotter i flygförsvarsstyrkorna av ren avundsjuka mot Rikushiro.
- Adalbert von Maruyama (アーダベルト・フォン・丸山; Takashi Taniguchi)

Adalbert är Silvias farfar och chef för Japans sjöförsvarsstyrkor. Han har tysk börd och syns nästan allt rökandes en stor cigarr. Adalbert har en okynnig personlighet. Liksom Silvia kan inte heller han simma.
- Premiärministern (Jun'ichi Sugawara)

Han är en omtänksam med viljelös man som oftast syns torka sin nervöst svettiga panna med en näsduk. Närhelst någon del av självförsvarsstyrkorna vill ha godkännande för aktivering eller utökning av något, väntar han tills allmänhetens stöd är tillräckligt högt innan han ger sitt ja.

### Mecha
- Mii-kun[2]

Det här är Mao-chans leksakslika stödjemecha. Den är utformad som en Tiger-stridsvagn från andra världskriget – i skala 1:1 fast i plast och utan någon bestyckning. Den bär officiellt namnet Byakko – 'Vita Tigern' – men Mao kallar den för 'Mii-kun' efter sin tidigare kattunge. Vid ett tillfälle blir den bestyckad med vapen, men den lär sig senare att Mao tycker bättre om när Mii-kun är utan vapen. Mao-chan ger Mii-kun en av sina hårband som en symbol för deras vänskap. Eftersom det är en plastmodell har den inget inre, så alla passagerare måste färdas med den sittande på utsidan.
- Hayate

Det här är Misoras leksakslika stödjemecha. Det är en modell av en brittisk Harrier Jump Jet i skala 1:1. Liksom Mi-kun saknar Hayate bestyckning, och i likhet med Mii-kun har den sin egen inbyggda elektronhjärna. Hayate har ingen insida, så Misora måste färdas med den på utsidan (oftast på vingarna).
- Nā-chan

Silvias leksakslika stödjemecha är en kopia av en Shinkai 6500 (djupvattensubåt) i skala 1:1. I motsats till de två andra mecha har den en styrhytt på insidan. Styrhytten fungerar även som Silvias eget flickrum. Nā-chan har två utdragbara fångarmar som den kan gripa saker med.
- Seiryuu ("Blå Draken")

Seiruu är överste Kagome Mishimas stödjemecha, utformad som en pansarhaubits (haubits monterad på en bepansrad bandvagn). På grund av budgetrestriktioner är den endast till 30 procent färdigbyggd. Den visas dock upp i avskräckande syfte i avsnitt 19 och 26. Seiryuu är blåmålad och är baktill försedd med en "snöplog" som kan sänkas, ta spjärn mot marken och därigenom motverka rekylen vid avlossande av en projektil. Utformningen liknar Mitsubishis Typ 99 (155 mm), som 2001 var tänkt att ersätta tidigare artillerifordon i en tid av japanska militära nedskärningar.
Källor: 

### Utomjordingar
Utöver ledaren för utomjordingarna och dennes barn är alla utomjordingarna (i stort sett) stumma. Utomjordingarnas ledare tycker om att bada.

### Krafter och förmågor
Enligt animen har de tre "tryckknapparna" på flickornas västar förmågan att kalla fram Kusanagis ljus. De tre knapparna har utomjordiskt ursprung och ger också förmåga att "ladda ner" specialklädsel till tryckaren; klädseln består av en röd tamburmajoruniform plus en drillstav. Drillstaven har dock en magisk som kan utsända kraftfulla strålar.
Flickornas huvudsakliga angreppsmetod är den "förenade försvarsbarriären". Med hjälp av ändarna på deras drillstavar formas en triangulär barriär runt utomjordingen, vilken då kommer utom synhåll för den TV-tittande allmänheten och därför lättare kan oskadliggöras samtidigt som folk slipper se otäckheter.
Försvarsbarriären kräver att de tre flickorna samarbetar och är vältajmade med sina drillstavar. Mao snubblar dock oftast, vilket i regel leder till att en ytterligare en bit av Japan förintas.

## Produktion och medier
Animeserien produceras 2002 på studion Xebec (ett dotterbolag till Production I.G), efter ett grundkoncept av Ken Akamatsu. I USA gavs animeserien ut 2004 av Geneon/Pioneer som fyra stycken DVD-skivor, under titeln Mao-chan. På engelska är serien också känd som Earth Defender Mao-chan och Ground Defense Force Mao-chan.
Mangan av Ken Akamatsu publicerades 2003–2004 i Kōdanshas shōnentidning Magazine Special. 2008–2009 publicerades den på engelska, som två tjocka pocketvolymer, hos Random House-bolaget Del Rey (i samarbete med Kōdansha).
Det första avsnittet i animeserien är ett anakronistiskt inhopp till ungefär sex avsnitt in i serien, när de tre flickorna redan blivit bekanta och börjat använda sig av sin försvarsbarriärsteknik.

## Stil och mottagande

### Genre och målgrupp
Animen är till sin utformning en magiska flicka-anime, vilket traditionellt inneburit att en sådan anime riktats till en ung kvinnlig målgrupp. På senare år har genren breddats till att inkludera både raka äventyr (Card Captor Sakura) och parodier på sådana äventyr med en ofta mer manlig och äldre målgrupp. Mao-chan tillhör den senare typen. Mangaversionen producerades för en shōnentidning, men animen kan ha siktat mot lite äldre tittare. Regissören Iwasaki (intervjuad till den andra amerikanska DVD-utgåvan) ansåg att Mao-chans styrka var både huvudpersonernas oböjligt positiva attityd och deras "attraktionskraft". Han nämnde Mao-chans farfar Rikushiro som en typisk Mao-chan-tittare, en som älskar och vill beskydda sitt barnbarn. Regissören poängterade i praktiken moe-inslaget i serien, vars huvudpoäng är att det moderna Japan kan besegras med hjälp av söta gestalter (en söthet som den moderne japanen anses extra dåligt rustad att försvara sig emot).
Den amerikanska DVD-utgåvan har en åldersklassning från 3 års ålder ("Suggested 3 Up"). Utgåvan har en engelsk dubb, och animen är ofta tillräckligt lättfattlig för att kunna uppskattas av även mindre barn. Samtidigt finns här gott om referenser till annan anime och andra japanska kulturfenomen. De tre farfädernas uppskattning av unga flickor antyds i avsnitt 21, I början av serien (avsnitt 2) tror Kagome att Rikushiros "gullande" med en åttaårig flicka avslöjar hans lolikonkomplex; därefter blir hon presenterad för åttaåringen som ju är Rikushiros barnbarn. Samtidigt är seriens ton i övrigt så lättsam, att sådana inslag närmast blir en del av den japanska förtjusningen över allt som är sött.

### Humor och referenser
Grundtonen i Mao-chan beskrivs i en intervju med regissören på den amerikanska DVD 4 som yuru-yuru. Det syftar på det japanska ordet för 'lättsam' och 'avslappnad' (yuru). Regissör Iwasaki visste vid tillfället för intervjun (2003) inte hur Mao-chan skulle komma att tas emot i USA, med tanke på seriens även för japanska mått mätt annorlunda stil, utan några egentliga skurkar och med en gullig positivism som omfattas av i princip alla.
Uppbyggnaden av Mao-chans episodhandlingar har ofta närmast absurda olikheter med verkligheten, vilket ofta leder till en humor som i Japan brukar kallas baka ('dårpippi', 'idiot'). De ologiska inslagen inkluderar:
- hur den japanska allmänheten alltid kan följa åttaåringarnas utryckningar i direktsändning (ingen inspelningspersonal syns någonsin i bild)
- varför de tre "försvarsflickorna" oftast måste invänta (budget)godkännande från högsta ort innan de kan dra ut i strid.
- att de söta utomjordingarna i regel står stilla och snällt låter sig omringas av de tre åttaåringarnas magiska försvarsbarriär, fastän denna tar mer än ett par ögonblick att tillverka.
- att utomjordingarna syns avsvimmade och med "snurrande ögon" men att ingen av dem någonsin tas till fånga i bild.
- att ingen övrig del av Japans självförsvarsstyrkor någonsin figurerar i serien, även när de skulle kunnat bidra till försvaret av Japan.
- att utomjordingarna ofta attackerar kända japanska kultur- och naturfenomen, även när attacken verkar sakna reellt värde. I avsnitt 20 stjäls vattnet från en varm källa, medan tre ekorrliknande utomjordingar i avsnitt 19 med sina gnagartänder attackerar varsin påstått berömd japansk fruktodling (med äpplen, klementiner och meloner). De synliga skadorna blir dock ringa.

Mao-chan är en komedi med en mängd parodiska inslag och kulturella referenser, inte minst till Ken Akamatsus tidigare verk Love Hina. Flickornas sambandsofficer bär tydliga likheter med Naru Narusegawa från just den serien. Seriens humor, med sovande lärarinnor och användning av Osaka-dialekt, har vissa likheter med den nästan samtida skolkomediserien Azumanga Daioh.
Produktionsformatets halvlånga TV-serieavsnitt delas bland annat serier som Steel Angel Kurumi, Neo Ranga och Risky Safety.
Japans försvarsstyrkor med åttaåriga skolflickor och stora plastleksaker kan ses som en referens till Japans självförsvarsstyrkor. Enligt författningen har Japan ingen armé, flygvapen eller flotta i konventionell mening, men dessa tre självförsvarsgrenar (som inte alltid håller sams) försöker se ut som ett nationellt försvar.

### Mottagande
Recensenten Adam Arnold (Animefringe.com) uppskattade den egensinniga humorn och alla referenserna till Love Hina. Vissa inslag (som varför flickorna måste vänta på budgetgodkännande inför sina utryckningar) förklaras dock inte, men balansen i övrigt mellan söta figurer och underhållande anfall och infall uppskattades. Idén att försöka få de tre vapengrenarna i Japans självförsvarsstyrkor att bli sams genom att tussa ihop tre åttaåringar i tamburmajoruniformer tillhörde enligt honom också ett av de mer lyckade parodiinslagen. Zac Bertschy på Anime News Network ansåg dock att serien var på tok för söt och lättviktig för sitt eget bästa (även om själva animationen fick högsta betyg).

## Källhänvisningar
Den här artikeln är helt eller delvis baserad på material från engelskspråkiga Wikipedia, 29 november 2014.
1. 1 2 3  " Ground Defense Force Mao-chan (2002– )". IMDbPro. Läst 30 november 2014. (engelska)
2. 1 2 3 4 5 6  Arnold, Adam (2003-11): "Mao-Chan - Keepin' the Cute in Check". Arkiverad 23 september 2015 hämtat från the Wayback Machine. Animegringe.com. Läst 30 november 2014. (engelska)
3. 1 2 3  "Mao-chan (TV)". Animenewsnetwork.com. Läst 30 november 2014. (engelska)
4. 1 2  "Character". Starchild.co.jp. Läst 30 november 2014. (japanska)
5. ↑  "Type 99 155mm HSP (Self-Propelled Howitzer)". Globalsecurity.org. Läst 8 december 2014. (engelska)
6. ↑  "Staff & Cast". Starchild.co.jp. Läst 30 november 2014. (japanska)
7. ↑  Mao-chan, Pioneer 12111 (skiva 2, 2004); "Interview with Yoshiaki Iwasaki Part 1" (inspelad på Otakon i Baltimore, 2003), efter ca 6min45s. (japanska)/(engelska)
8. ↑  Mao-chan, Geneon/Pioneer 12113 (skiva 4, 2004); , avs. 21, tid 2:20 & 3:15; engelsk text: "I'm perfectly normal!"
9. ↑  Mao-chan, Pioneer 12113 (skiva 4, 2004); "Interview with Yoshiaki Iwasaki EXTRA!" (inspelad på Otakon i Baltimore, 2003), efter ca 3min35s. (japanska)/(engelska)
10. ↑  Bertschy, Zac (2004-01-14): "DVD 1: I Will Protect the Peace of Japan". Animenewsnetwork.com Läst 30 november 2014. (engelska)